# Danse féminine
Une danse féminine est une danse pratiquée exclusivement par les femmes. Sa pratique est codifiée ou non, mais l'usage veut qu'elle soit réservée aux femmes, ou à certaines femmes d'une société. On en trouve dès l'Antiquité gréco-romaine.

## Liste de danses féminines
| Nom                    | Pays                              | Pratiqué par       | Genre                | Période              |
| Bikutsi                | Cameroun                          | Betis              |                      |                      |
| Bolimalaafath neshun   | Maldives                          |                    |                      |                      |
| Bufčansko (en)         | Macédoine                         |                    | Danse en ligne       |                      |
| Čoček                  | Balkans                           | Roms               |                      | Début du XIXe siècle |
| Danse de la dinde (en) | États-Unis                        | Amérindiens caddos |                      |                      |
| Ductia                 | Royaume de France                 | Noblesse           | Danse médiévale      | Moyen Âge            |
| Ghoomar (en)           | Inde (Rajasthan) Pakistan (Sind)  |                    |                      |                      |
| Giddha (en)            | Inde (Pendjab) Pakistan (Pendjab) |                    | Danse traditionnelle |                      |
| Jingle dress (en)      | États-Unis                        | Amérindiens        | Danse de pow-wow     |                      |
| Karikázó               | Hongrie                           |                    | Danse en cercle      |                      |
| Kikkli                 | Pakistan (Pendjab)                |                    |                      |                      |
| Leánytánc              | Hongrie                           |                    | Danse en cercle      |                      |
| Maafathi neshun        | Maldives                          |                    |                      |                      |
| Methièu                | Cameroun                          | Kouo'shi           |                      |                      |
| Poï                    | Nouvelle-Zélande                  | Maoris             |                      |                      |
| Sammi (en)             | Pakistan (Pendjab)                |                    |                      |                      |
| Šopka (en)             | Macédoine                         |                    | Hora                 |                      |
| Sperveri (en)          | Grèce, île de Rhodes              |                    | Danse nuptiale       |                      |
| Tresenica (en)         | Macédoine                         |                    | Hora                 |                      |